# IBM-Haus (Berlin)
Das IBM-Haus ist ein 9-stöckiges Bürohaus am Ernst-Reuter-Platz in Berlin-Charlottenburg. Es war das Hauptquartier von IBM in Berlin neben dem Gebäude in Berlin-Marienfelde. Das Bürogebäude ist ein gelistetes Baudenkmal. Es ist durch ein 2-geschossiges Quergebäude mit dem benachbarten Hochhaus verbunden. Das Betonrelief an der östlichen Schmalseite wurde aus dem Firmenlogo entwickelt. Das Verwaltungsgebäude galt damals aufgrund seiner dynamischen Wirkung der Fassade und der Gestaltung des Eingangs als architektonisch besonders gelungen.

## Geschichte

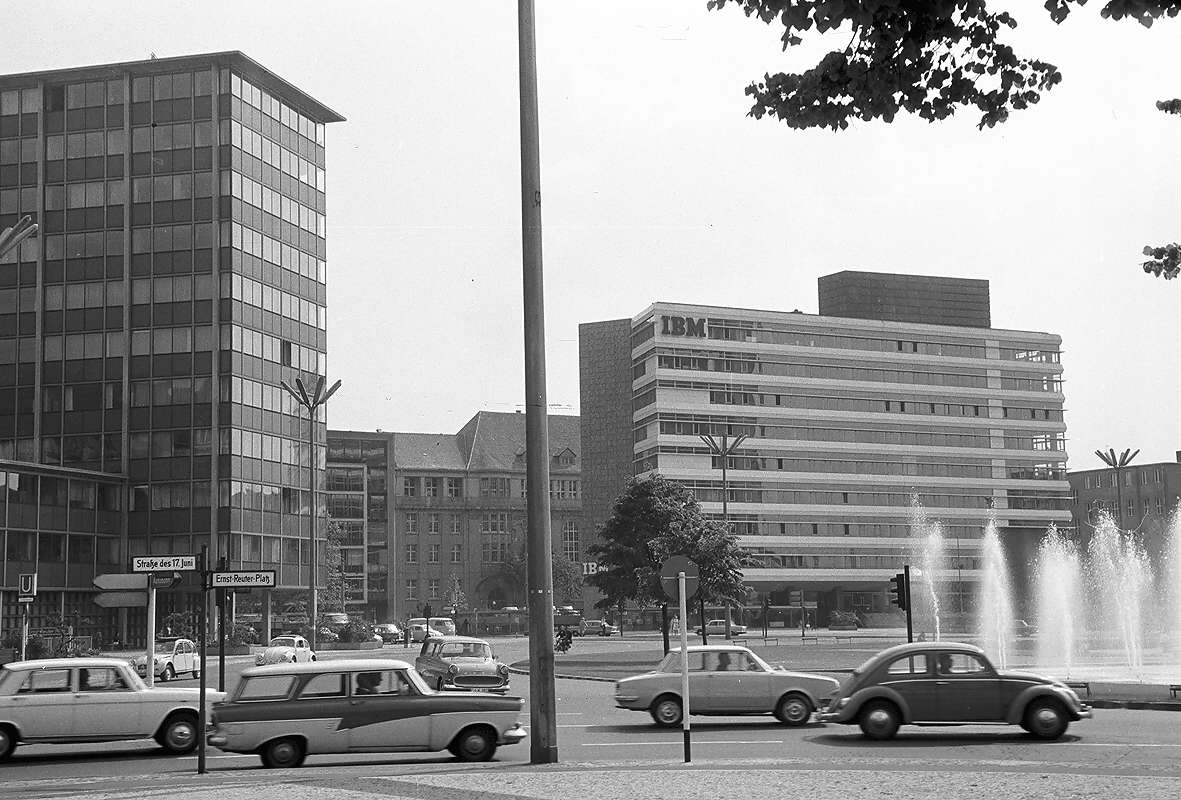
Ernst-Reuter-Platz mit Springbrunnen und dem IBM-Haus im Hintergrund

Das Gebäude wurde 1960/61 von Rolf Gutbrod und Hermann Kiess als Rechenzentrum für IBM, im Rahmen der der Neugestaltung des Ernst-Reuter-Platzes, erbaut. Im Zuge dessen wurde auch das Telefunken-Hochhaus errichtet. Im Jahre 1962 wurde das IBM-Haus von IBM eröffnet. Während der Loveparade in den Jahren 1998 bis 2000 diente das Gebäude als zentrale Gepäckaufbewahrung der angereisten Raver. Das Gebäude wurde nach dem Auszug von IBM von 2002 bis 2006 teilweise modernisiert und für eine geschossweise Vermietung umgebaut. Die Kommunikationsagentur CB.e. war der erste Mieter in dem Gebäude. Die Agentur nutzt bis heute etwa 1500 m². Sie nutzt im 1. und 2. Obergeschoss einen früheren Rechnerraum, im Erdgeschoss als Showroom und für Veranstaltungen sowie weitere Konferenz- und Gemeinschaftsräume. 2019 wurde von dem Architekturstudio CAMA A eine Galerie in das erste Geschoss des Bauwerkes gebaut. Die Galerie ist mit dem Namen Efremidis Gallery benannt. Am 28. Juni 2019 wurde das Gebäude von dem Value-add-Aufkäufer Commodus Berlin/München aufgekauft.

## Gebäude
Der neungeschossige, relativ breite Stahlbetonskelettbau wird durch große Bürofenster mit weißer, nach außen gewölbter Alumail-Verblendung charakterisiert. Im Erdgeschoss erstreckt sich links ein halbgeschossiger Vorbau. Darüber stützen Säulen das erste Stockwerk ab. Die etwa vier Meter breite Treppe vor dem erhöhten Eingang steht mehrere Meter hervor. Das Gebäude ist am Ernst-Reuter-Platz durch ein zweigeschossiges Quergebäude mit dem benachbarten Hochhaus verbunden. Auf der Rückseite des Gebäudes in der Schillerstraße sind zweigeschossige Auto-Parkflächen vorgelagert.